# ジョージ・モリソン
ジョージ・モリソン（英語：George Staunton Morrison、1830年または1831年 - 1893年8月20日）は、19世紀のイギリスの外交官で、長崎領事を務めた。

## 経歴
日英修好通商条約締結後、初代の長崎領事に任命された。これは総領事（後に公使に昇進）のラザフォード・オールコックに次ぐ地位であった。しかし、健康上の理由でスエズ経由ではなく喜望峰経由で上海に向かったため現地到着が遅れ、オールコックらとは同行できなかった。このため、1859年7月1日（安政5年5月21日）の長崎開港に備え、オールコックは初代の長崎領事（事務取扱）にクリストファー・ホジソンを指名した。モリソンはそれより1ヶ月遅れて8月6日（6月27日）に到着し、1863年（文久3年）12月までその職にあった。
領事としての最初の2年間は、長崎在住の英国人のための規則の制定や、幕府側との貿易交渉、居留地整備の交渉を行った。

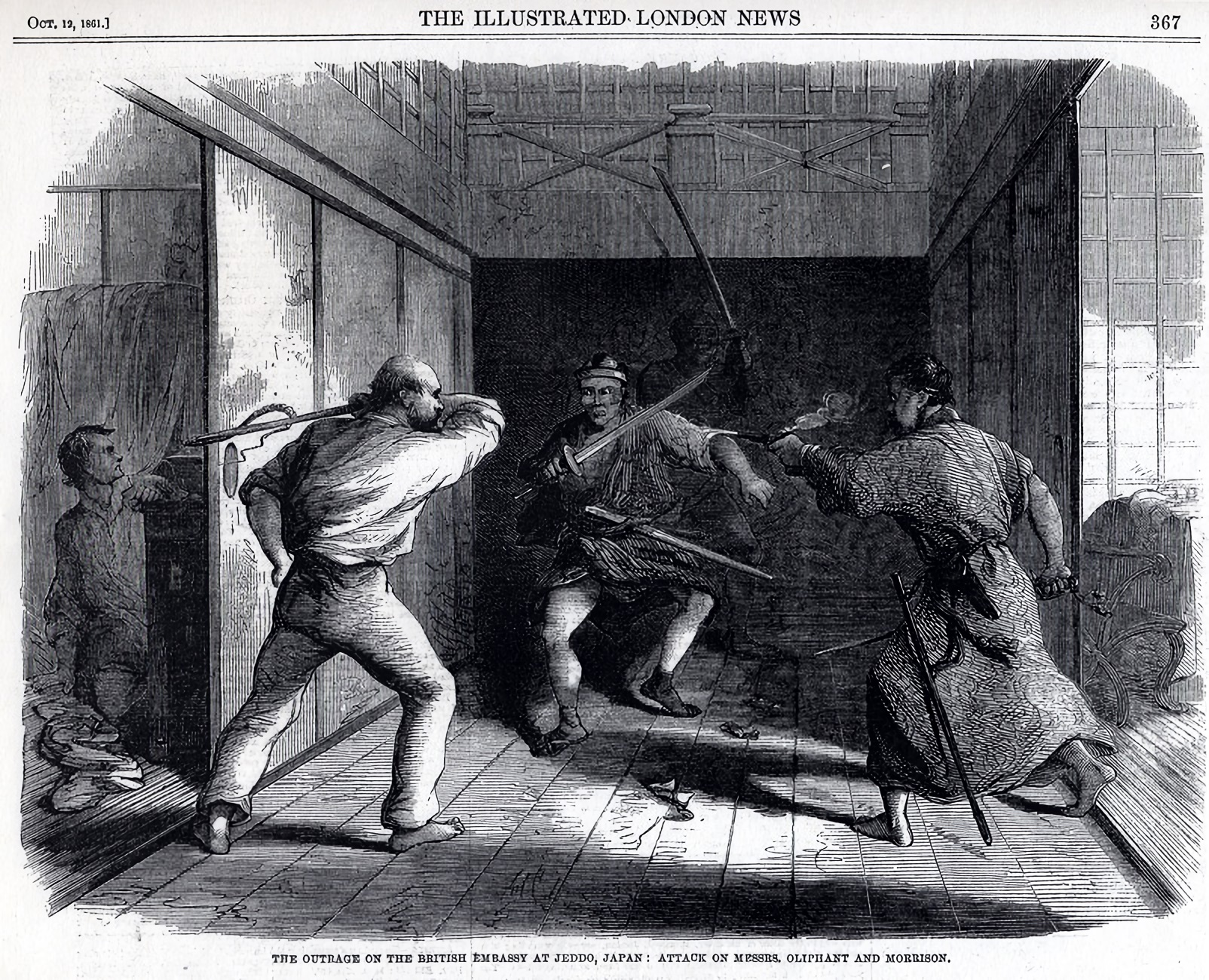
第一次東禅寺事件。乗馬用の鞭で反撃するオリファント。襖の陰に隠れているのがモリソン。1861年10月12日のイラストレイテド・ロンドン・ニュースに掲載された画だが、これを描いたチャールズ・ワーグマンも事件に遭遇している。

日本国内の情勢を知るため、オールコックは長崎から江戸まで陸路の旅を計画し、モリソンもそれに同行した。他にオランダ総領事のデ・ウィット、公使館員のエイベル・ガウワー（Abel A.J. Gower、後に長崎・箱館領事）、画家でイラストレイテド・ロンドン・ニュース特派員のチャールズ・ワーグマンが旅に加わった。1861年6月1日（文久元年4月24日）、一行は長崎を出発し、34日間かけて7月4日（5月28日）に江戸に到着した。翌日7月5日（5月29日）午後10時頃、水戸藩脱藩の攘夷派浪士14名は東禅寺のイギリス公使館内に侵入し、オールコック公使らを襲撃した。この襲撃でモリソンは負傷、数日前に江戸に到着したばかりの一等書記官ローレンス・オリファントも負傷した（第一次東禅寺事件）。負傷した両名は秋に英国に帰国した。
モリソンは1863年4月に長崎に戻った。しかし、前年の生麦事件もあり攘夷運動は長崎にまで達しており、日英間の戦闘が発生する可能性もあった。モリソンは英国軍艦に居留地の保護を依頼した。モリソンは結局、健康を理由に一旦英国に帰国したが、結局長崎には戻らなかった。おそらく東禅寺事件が辞職の決断に影響を与えたものと思われる。
1893年8月20日、62歳で死亡した。